# Fail2ban
Fail2Ban je software pro prevenci narušení, který chrání počítačové servery před útoky hrubou silou. Je napsán v programovacím jazyce Python a je schopen běžet na systémech POSIX, které mají rozhraní pro systém řízení paketů nebo nainstalovaný firewall, například iptables nebo TCP Wrapper.

## Funkčnost
Fail2Ban pracuje pomocí sledování protokolovacích souborů (např. /var/log/auth.log, /var/log/apache/access.log,  atd.), ve kterých hledá definované záznamy, a podle nich spouští příslušné skripty. Nejčastěji se používá k blokování IP adres, které patří hostitelům, kteří se pokoušejí narušit zabezpečení systému. Fail2ban může na černou listinu umístit např. IP adresu těch hostitelů, které provedou příliš mnoho pokusů o přihlášení nebo provede jakoukoli jinou nežádoucí akci v čase definovaném systémovým správcem. Fail2ban zahrnuje podporu pro IPv4 i IPv6. Je také možné nastavit delší zákazy pro „recidivisty“, tj. uživatele, kteří pravidla nastavená správcem porušují opakovaně. Fail2ban je obvykle nastaven tak, aby blokované hostitele po určité době odblokoval, aby nezablokoval žádné hostitele, kteří mohli být dočasně nesprávně nakonfigurovány jako open proxy. Obvykle však stačí blok na několik málo minut aby se zabránilo zahlcení síťovou konektivitu serveru škodlivými připojeními a snížila se pravděpodobnost úspěšného slovníkového útoku.
Standardní konfigurace fail2banu je dodávána s filtry pro Apache, Lighttpd, sshd, vsftpd, qmail, Postfix a Courier Mail Server. Filtry jsou definovány pomocí Pythonových regulárních výrazů, které mohou být vhodně upravené správcem systému.

## Nedostatky
- Fail2ban nedokáže chránit před distribuovaným útokem hrubou silou.
- Fail2ban nijak nekomunikuje s aplikačně specifickými API